# دریاچه مارین
دریاچه مارین (انگلیسی: Lake Marion) دریاچه‌ای در کارولینای جنوبی است.